# هارولد يوجين إجيرتون
هارولد يوجين إجيرتون (بالإنجليزية: Harold Eugene Edgerton) (و. 1903 – 1990 م) هو مصور، وأستاذ جامعي من الولايات المتحدة الأمريكية . ولد في فريمونت (نبراسكا) . وكان عضواً في الأكاديمية الأمريكية للفنون والعلوم .
توفي في كامبريدج (ماساتشوستس)، عن عمر يناهز 87 عاماً.

## التعليم
تعلم في معهد ماساتشوست للتكنولوجيا

## مناصب وهيئات
أدار معهد ماساتشوستس للتكنولوجيا.

## جوائز
حصل على جوائز منها:
- وسام هوارد بوتس (1941)
- وسام ديفيد ريتشاردسون
- قلادة العلوم الوطنية الأمريكية في مجال التكنولوجيا والإبتكار
- الميدالية الذهبية لجمعية مهندسي الأجهزة الضوئية [الإنجليزية]‏
- ميدالية ألبرت ميكلسون  [لغات أخرى]‏
- قلادة العلوم الوطنية الأمريكية.

## روابط خارجية
- هارولد يوجين إجيرتون على موقع الموسوعة البريطانية (الإنجليزية)
- هارولد يوجين إجيرتون على موقع الموسوعة البريطانية (الإنجليزية)
- هارولد يوجين إجيرتون على موقع ميوزك برينز (الإنجليزية)